# Нед Бејти
Нед Томас Бејти/Бити (енгл. Ned Thomas Beatty; Луивил, 6. јул 1937 — Лос Анђелес, 13. јун 2021) био је амерички филмски, позоришни и телевизијски глумац, који се појавио у преко 160 филмова и великом броју телевизијских серија. Био је номинован за награду Оскар, две награде Еми, МТВ награду за филм за најбољег негативца и награду Златни глобус; освојио је и награду Драма деск.
Имао је велики комерцијални успех у филмовима, као што су ТВ мрежа (1976), Прича о играчкама 3 (2010). Био је Боби Трип у Ослобађању (1972), адвокат Делберт Рис из Нешвила (1975), истражитељ Мартин Дардис у филму Сви председникови људи (1976), тајни федерални агент Боб Свит у Силвер Стрику (1976), Артур Џенсен у ТВ мрежа (1976), свештеник, отац Едвардс у филму Истеривач ђавола 2: Јеретик (1977), посрнули отмичар Отис, помагач Лекса Лутора у Супермену (1978) и Супермену 2 (1980), као десничарски милионер у филму Играчке (1982), Павел Борисов у Четвртом протоколу (1987), ТВ водитељ Ернест Велер у филму Поново опседнута (1990), отац Рудија Ратигера у Рудију (1993), адвокат МекНер у филму Обичан случај (1995), корумпирани сенатор Чарлс Ф. Мичам у На нишану (2007), конгресмен Док Лонг у Рату Чарлија Вилсона (2007) и у анимираним филмовима као глас медведа Лотс-О'-Хагина у Причи о играчкама 3 (2010) и Корњача Џон у Рангу (2011).
Није у сродству са америчким глумцем Вореном Бејтијем.